# 归黯
归黯（？—？），江苏吴县人。
其父归仁泽、伯父归仁绍皆为状元，唐昭宗景福元年（892年）壬子科状元，可惜获状元后没有多久无疾而终。